# І краплі роси на світанку
«І краплі роси на світанку» (латис. «Un rasas lāses rītausmā») — латвійський радянський телевізійний художній фільм режисера  Петеріса Крилова. Знятий на замовлення Держтелерадіо СРСР на  Ризькій кіностудії у 1977 році.

## Сюжет
Група антифашистські налаштованих підлітків залишається без ідейного керівництва після арешту і загибелі керівників одного з підрозділів ризького підпілля. Побоюючись переслідування, Ерік Заріньш, близький до загиблого вчителя історії Еглайсу, ховається на дачі свого шкільного товариша Хуго.
Намагаючись бути корисними спільній справі, не чекаючи прибуття зв'язкового, хлопці поширюють листівки з записаними на слух повідомленнями Радінформбюро. Після інциденту із замахом на німецький патруль, досвідчений слідчий гестапо, граючи на незміцнілій психіці Хуго, дізнається прізвища всіх підпільників.
Під загрозою арешту опинилися і самі підлітки, і недавній ополченець робочої дружини Донат, який прибув з надзвичайними повноваженнями для координації опору. Його супроводжувала колишній в'язень білоруського табору смерті Ольга, якій також був потрібний притулок. Не маючи можливості відвести в безпечне місце всю групу, Донат доручив трьом хлопцям пробратися до лінії фронту і доставити важливе донесення.

## У ролях
- Юта Юревіца —  Рената
- Гунар Далманіс —  Дімка
- Андріс Морканс —  Ерік
- Еліта Крастіня —  Оля
- Ромуалдс Анцанс —  Донат
- Андріс Смілдзіньш —  Хуго
- Аквеліна Лівмане —  Валя
- Ліліана Вессер —  Рита
- Івар Ратке —  хлопчина
- Олексій Михайлов —  батько Дімки
- Велта Скурстене —  мати Хуго
- Карліс Аушкапс —  слідчий
- Улдіс Думпіс —  стрілок в тирі
- Яніс Яранс —  Межніекс

## Знімальна група
- Автор сценарію: Віктор Андрєєв
- Режисер-постановник: Петеріс Криловс
- Оператор-постановник: Генріх Піліпсон
- Композитор: Петеріс Плакідіс
- Художник-постановник: Віктор Шільдкнехт